# Kuzey Topuz
Kuzey Topuz (geb. 1995 in Istanbul) ist eine türkische Schriftstellerin und Übersetzerin. Ihre Werke behandeln kritische und kulturelle Themen.

## Leben
Topuz wuchs in einer Umgebung auf, die ihre künstlerische Neigung früh förderte. Sie studierte an der Film- und Fernsehabteilung der Bilgi-Universität in Istanbul, wo sie sich auf Filmtheorie konzentrierte und sowohl vor als auch hinter der Kamera aktiv war. Während ihres Studiums, das sie 2018 mit einem Bachelor abschloss, begann sie, sich auch literarisch zu betätigen. Ihre ersten literarischen Arbeiten waren Kurzgeschichten, aus denen später ein Novellenprojekt entstand. Im Jahr 2020 zog sie als Stipendiatin des „Create Together“-Programms nach Deutschland, wo sie seither lebt und in Leipzig Linguistik studierte.

## Wirken
Topuz Werke wurden in verschiedenen literarischen Zeitschriften veröffentlicht, darunter Muhayyel, Cevrimdişi İstanbul und Orlando Magazine. Ihr Schaffen ist zur Schaffung eines vielschichtigen Erlebnisses von einem experimentellen Umgang mit verschiedenen Genres und Paradigmen geprägt. In ihren Werken verwendet sie Elemente wie Groschenromane, Memoiren, Zeugenaussagen, gefundene Fotografien und Großstadtlegenden, die sie in neue narrative Strukturen einbettet.
In ihrem Roman Der Freund (2022) behandelt sie komplexe Fragen der Macht und des Einflusses in zwischenmenschlichen und gesellschaftlichen Beziehungen. Der Roman, der in Fragmenten erzählt wird und eine assoziative Traumlogik aufweist, weist eine sprachliche und strukturelle Nähe zu Kafka auf. Die Erzählung spiegelt auch politisch-gesellschaftliche Verhältnisse der Türkei wider, was Topuz auch zum Verlassen des Landes bewog.